# Pedra do Tendó
Pedra do Tendó, também conhecida como Pedra Que Geme é uma grande formação rochosa e ponto turístico da cidade de Teixeira, Paraíba.
O local, visitado pelo pintor Henry Koster, em 1808, situa-se a aproximadamente 800 metros de altitude, tem-se uma bela vista de grande parte do sertão paraibano, além de ser possível a prática de rapel, trilhas ecológicas, romaria e também degustação da culinária local.

## Etimologia
Diz-se que o nome Tendó é atribuído ao grito desesperado de uma vítima que, após ter discutido e lutado com um inimigo, teria caído no abismo. "Tem dó" foi então o apelo que ecoava ao longe e foi ouvido por moradores locais.
Outro registros da palavra "Tendó" significam abrigo, visto que o local era usado pelos tropeiros, servindo de pouso durante as viagens feitas pelos comerciantes que partiam das Espinharas em destino a Pernambuco.

## Acesso
Localiza-se a aproximadamente 3 quilômetros do centro da cidade de Teixeira, às margens da BR-110, estrada que liga Teixeira a Patos, dentro da área de proteção da Reserva Ecológica Pico do Jabre, criada em 16 de outubro de 1992.